# Бэст (платёжная система)
«Бэст» — российская система денежных переводов и платежей. Платёжная система «Бэст» признана Центральным банком Российской Федерации национально значимой платежной системой 20 апреля 2015 года.

## Достижения
- ПС «БЭСТ» признана Центральным банком Российской Федерации национально значимой платёжной системой 20 апреля 2015 года[3].
- Запущен уникальный платёжный сервис ЕЭП (Единый электронный платёж).
- Единственный оператор платёжной системы — не кредитной организации, имеющая лицензию ФСБ
- Платёжная Система «БЭСТ» — единственная платёжная система, разрабатывающая возможность получать денежные переводы без открытия счёта в банкоматах банков без наличия пластиковой карты.

## Сервисы

### Виды переводов
- Традиционные переводы
- Переводы на карту
- Переводы с карты
- P2P
- Электронный Кошелёк Best Wallet

#### Для физических лиц
- Переводы от физических лиц в пользу юридических лиц, при предоставлении полных реквизитов платежа
- Переводы от физических лиц для зачисления на платёжные карты VISA, MasterCard (РФ)
- Переводы от физических лиц в счёт оплаты услуг, предоставляемых различными юридическими лицам (поставщиками услуг)
- Перевод из идентифицированных кошельков Best Wallet, u-bank.

## Возможности
- Выдача перевода получателю в любом пункте обслуживания Платежной Системы «БЭСТ», а также участникам взаимодействующих систем.
- Выдача переводов для абонентов Билайн в банкоматах
- Переводы на карты Visa и Mastercard
- Переводы с карт Visa и Mastercard с сайта
- Возможность получения переводов в банкоматах платежной системы «ОРС».
- SMS-информирование отправителя/получателя

### Для физических лиц
- Выдача перевода получателю в любом пункте обслуживания Платежной Системы «БЭСТ», Платежной Системы «Юнистрим», Платежной Системы «BLIZKO».
- Возможность получения переводов в банкоматах платежной системы «ОРС».
- SMS-информирование отправителя/получателя

### Технологические возможности
- Не требуется специального оборудования со стороны партнёра для внедрения системы.
- Рабочее место работает по принципу «тонкого клиента» (не требует установки ПО) в интернет-браузере на компьютере кассира.
- Интеграция с другими сервисами денежных переводов.
- Использование сертифицированных средств криптографической защиты.
- Программно — аппаратный комплекс «БЭСТ» построен по технологии, обеспечивающей бесперебойную работу системы в режиме 24х7.
- Наличие API-системы для прямой интеграции с информационными и платёжными системами банка.
- Наличие в программном комплексе «БЭСТ» гибкой настройки по интеграции с АБС банков.